# Warren Hastings
Warren Hastings (Churchill, 6 dicembre 1732 – Daylesford, 22 agosto 1818) è stato un politico britannico, primo Governatore-Generale delle Indie Orientali.
Noto soprattutto per il giudizio di impeachment a suo carico causato dall'attacco di Edmund Burke nel 1787, che portò ad un lungo processo terminato con la completa assoluzione di Hastings nel 1795. Fu nominato Privy Councillor nel 1814.

## Biografia
Di modesta famiglia dell'Oxfordshire, a 17 anni decise di cercare fortuna in India, entrando al servizio della Compagnia delle Indie Orientali, che allora amministrava i possedimenti britannici nel subcontinente indiano. Stabilitosi nel Bengala, Hastings conseguì una rapida carriera: infatti divenne prima, nel 1758, residente presso il raja a Murshidabad, nel 1768 fu governatore in seconda di Madras, nel 1772 presidente del Consiglio del Bengala, e infine, nel 1773 Governatore. Riuscì a far imporre il dominio britannico sia con l'uso della forza che con l'accordo diplomatico, così da far considerare Hastings (al pari del generale Robert Clive) come il fondatore dell'Impero britannico in India. Oltre a questo, il governatore inglese diede al suo governatorato una efficiente amministrazione e seppe ben difenderlo dagli attacchi dei francesi e dei loro alleati indiani (1775 - 1785). 
Fu però inflessibile nell'utilizzare tutti i mezzi per intimidire la Hicky's Bengal Gazette, a causa della campagna di stampa condotta dal suo "intrepido fondatore", James Augustus Hicky, contro la corruzione che si alimentava all'ombra del dominio della Compagnia delle Indie Orientali. Alla fine, nel 1785, Hastings, cessato il mandato, tornò in Inghilterra, ma al suo arrivo in patria fu messo sotto processo: le accuse di illegalità e abuso di potere mossegli dalla stampa indiana furono confermate dal suo ex - consigliere Philip Francis e riprese dal partito dei whigs, ma il procedimento giudiziario contro di lui si concluse nel 1795 con la sua assoluzione. 
Nel 1814, inoltre, fu nominato membro del Consiglio privato, organo di consiglieri stretti del re d'Inghilterra. Hastings morì infine il 22 agosto 1818 a Daylesford, a 85 anni.